# Metafruticicola occidentalis
Metafruticicola occidentalis is een slakkensoort uit de familie van de Hygromiidae. De wetenschappelijke naam van de soort is voor het eerst geldig gepubliceerd in 1999 door Subai.